# Metro de Kuala Lumpur
El Metro de Kuala Lumpur, llamado Rapid KL (malayo Rangkaian Pengangkutan Integrasi Deras Kuala Lumpur) (estilizado como rapidKL), es un sistema de transporte público construido por Prasarana Malasia y operado por sus subsidiarias, que cubre las áreas de Kuala Lumpur y el Valle Klang.
Es uno de los componentes del sistema de tránsito integrado de Klang Valley . El acrónimo significa «Rangkaian Pengangkutan Intergrasi Deras Kuala Lumpur».

## Red actual

### Líneas
| Línea | Línea | Terminales                          | Apertura | Longitud          | Estaciones | Tipo        |
| ----- | ----- | ----------------------------------- | -------- | ----------------- | ---------- | ----------- |
|       | 3     | Sentul Timur - Ampang               | 1996     | 18 km (11,2 mi)   | 18         | Tren Urbano |
|       | 4     | Sentul Timur - Putra Heights        | 1998     | 45,1 km (28,0 mi) | 29         | Tren Urbano |
|       | 5     | Gombak - Putra Heights              | 1998     | 46,4 km (28,8 mi) | 37         | Tren Urbano |
|       | 8     | KL Sentral Monorail - Titiwangsa    | 2003     | 8,6 km (5,3 mi)   | 11         | Monorriel   |
|       | 9     | Kwasa Damansara - Kajang            | 2016     | 47 km (29,2 mi)   | 29         | Tren Urbano |
|       | 12    | Kwasa Damansara - Putrajaya Sentral | 2022     | 57,7 km (35,9 mi) | 36         | Tren Urbano |
|       | B1    | Sunway-Setia Jaya - USJ 7           | 2015     | 5,6 km (3,5 mi)   | 7          | Metrobús    |

| Línea | Línea | Terminales                 | Apertura prevista | Longitud          | Estaciones | Tipo        |
| ----- | ----- | -------------------------- | ----------------- | ----------------- | ---------- | ----------- |
|       | 11    | Bandar Utama - Johan Setia | 2024              | 37,8 km (23,5 mi) | 25         | Tren Urbano |
|       | 13    | Bukit Kiara South - UM     | 2028-2030         | 50,8 km (31,6 mi) | 25         | Tren Urbano |